# Silvaplanersee
Der Silvaplanersee (rätoromanisch Lej da Silvaplaunaⓘ) ist ein See im Oberengadin. Er ist benannt nach der Ortschaft Silvaplana und der mittlere der drei Seen der Engadiner Seenplatte.

## Beschreibung
Er wird vom Inn durchflossen, der hier noch Sela genannt wird. Der See geht an einer Engstelle in den Lej da Champfèr über. Diese Einengung entsteht durch den Schwemmfächer von Silvaplana, der vom Bach Ova dal Vallun immer weiter in den See geschoben wird.
Östlich des Sees liegt die Siedlung Surlej und südöstlich das Skigebiet Corvatsch. Der See ist bei Kite- und Windsurfern beliebt; vor allem des gleichmässig wehenden kräftigen Malojawindes wegen, der meist gegen Mittag aufkommt.

## Varia
Bei einer Wanderung am Silvaplanersee, «bei einem mächtigen pyramidal aufgethürmten Block unweit Surlei», überkam Friedrich Nietzsche nach eigener Angabe der Gedanke der Ewigen Wiederkunft.

## Bilder

Historisches Luftbild von Werner Friedli (1954)
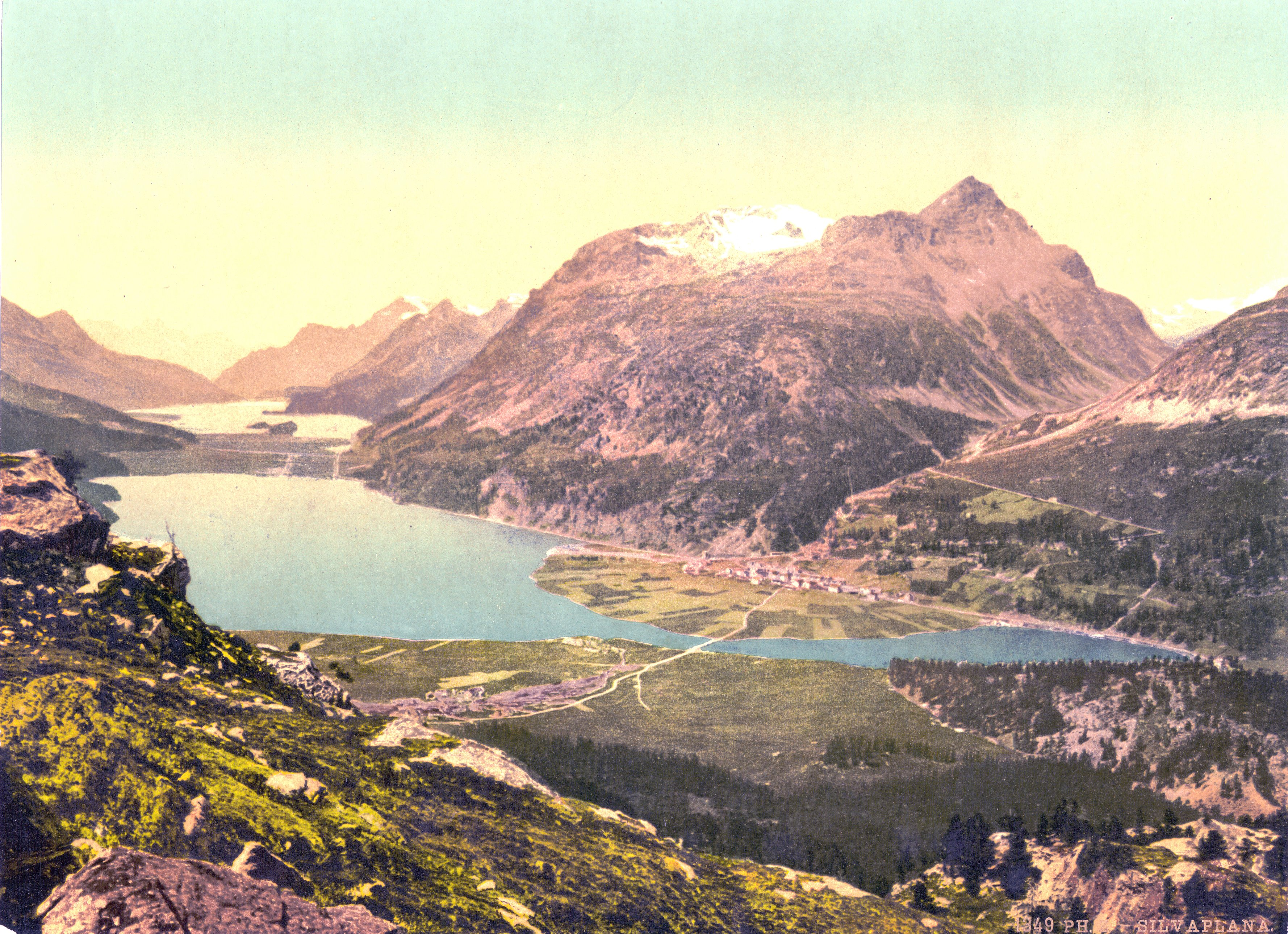
Silvaplanersee um 1900
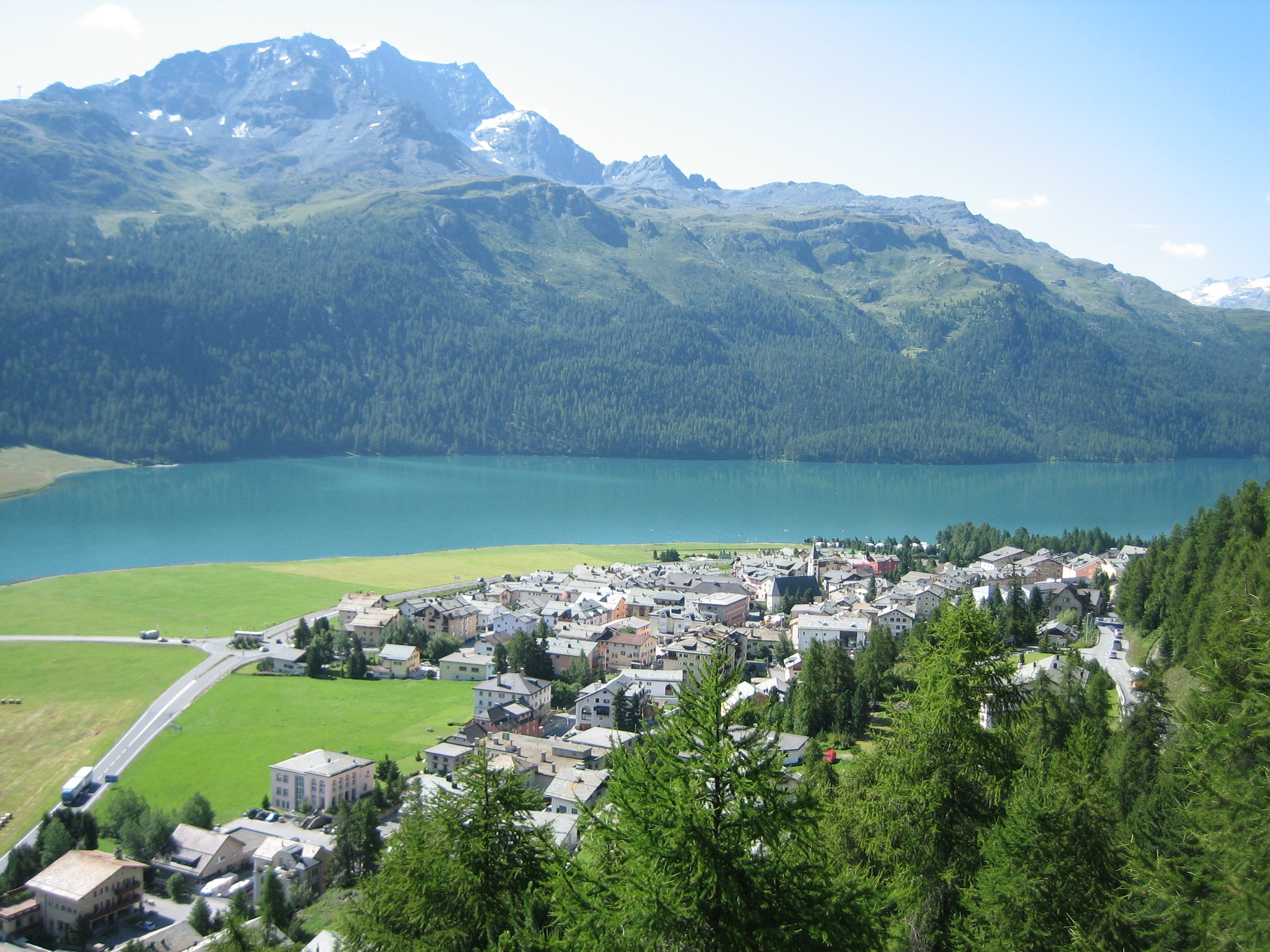
Silvaplana mit See
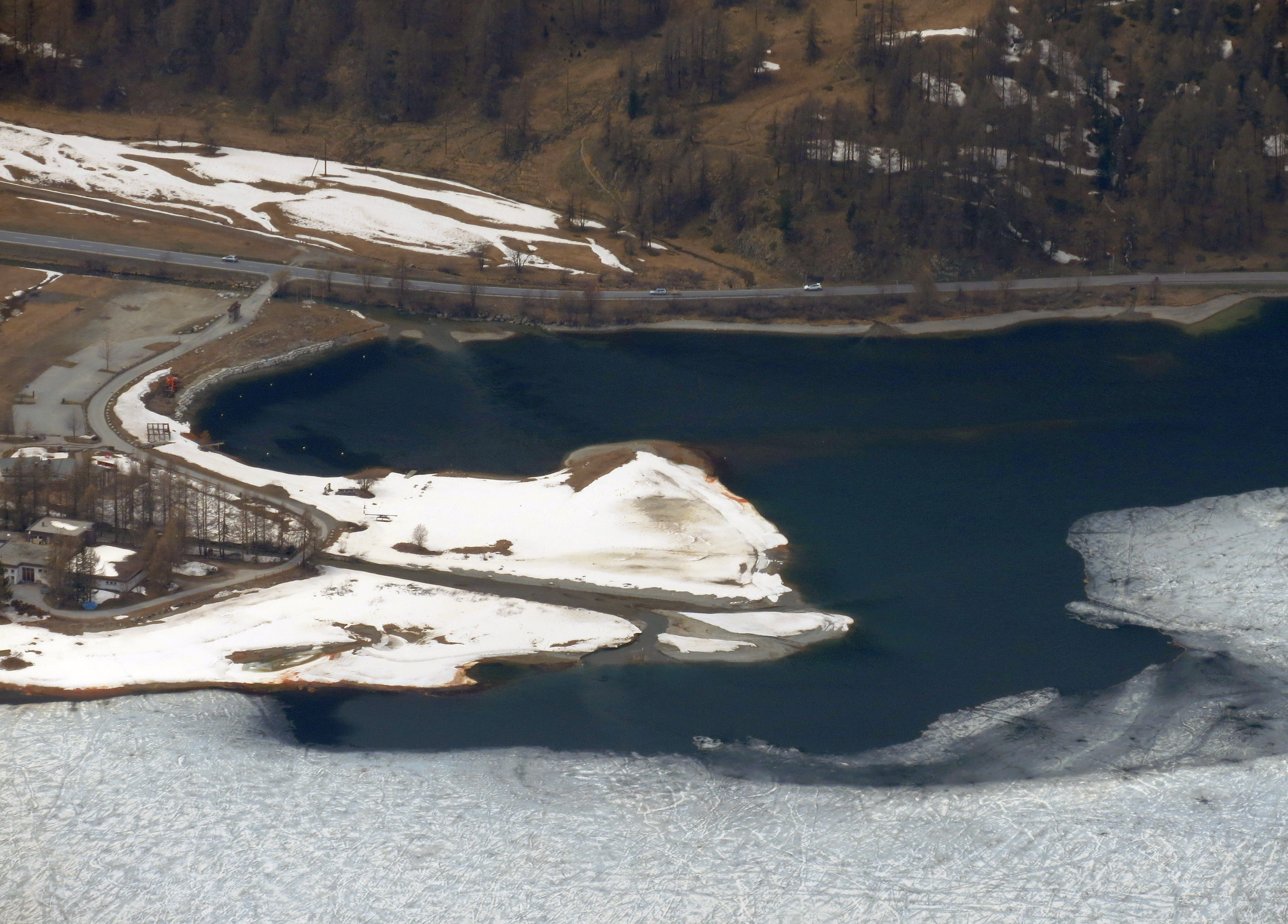
Einmündung des Sela (Inn, vor der Strasse) und der Fedacla (im Schwemmfächer)